# Jamie Zawinski
James Werner Zawinski (auch bekannt als jwz; * 3. November 1968 in Pittsburgh) ist ein US-amerikanischer Softwareentwickler. Bekanntheit erlangte er durch die Entwicklung von XEmacs, XScreenSaver, als Mitarbeiter von Netscape Communications und die Gründung des Mozilla-Projekts.

## Biografie
Nachdem er als Lisp-Programmierer an der Carnegie Mellon University gearbeitet hatte, arbeitete er für Peter Norvig im Bereich der Computerlinguistik an der University of California, Berkeley. Da er jedoch die Arbeit der Linguisten nicht verstand, programmierte er größtenteils Bildschirmschoner, was zu der Entwicklung von XScreenSaver führte. Enttäuscht von der Arbeit wechselte er jedoch zu Lucid Inc. Nebenbei entwickelte er BBDB (Big Brother Database), eine Adressverwaltung für Emacs. Lucid entschied sich zu der Zeit, eine C++-Entwicklungsumgebung zu entwickeln, die ebenfalls auf Emacs basierte. Streitigkeiten zwischen Richard Stallman und Zawinski über die Aufnahme von Patches in den offiziellen Emacs sorgten jedoch dafür, dass Zawinski anfing, eine eigene Version von Emacs mit dem Namen Lucid Emacs zu verwalten. Lucid Emacs wurde später in XEmacs umbenannt. Aufgrund wirtschaftlicher Schwierigkeiten von Lucid wechselte er zum damals jungen Startup Netscape, die mit dem Netscape Navigator einen neuen Webbrowser entwickelten. Zawinski war verantwortlich für die Entwicklung der UNIX-Version des Browsers und später des dazugehörigen E-Mail-Programms. Zu dieser Zeit prägte er den Satz, dass jedes Programm irgendwann erweitert werde, um E-Mails zu lesen. Dies wurde scherzhaft als Zawinski’s Law in das Jargon File aufgenommen. 1998 gründete er zusammen mit Brendan Eich das Mozilla-Projekt. Ziel des Mozilla-Projekts war die Veröffentlichung des Netscape-Browsers als Open Source. Da jedoch nach dem Kauf von Netscape durch AOL das Projekt nur schleppend vorankam, trennte er sich 1999 von dem Projekt und kaufte mit Chaps im gleichen Jahr einen Nachtclub, den er in DNA Lounge umbenannte. 2011 kaufte er das Restaurant neben der DNA Lounge und baute es in ein 24-Stunden-Café und -Pizzeria um und nannte es DNA Pizza. 2015 eröffnete er einen weiteren Nachtclub sowie eine weitere DNA-Pizzeria, die jedoch 2017 wieder geschlossen wurden.